# Anna Trevisi
Anna Trevisi (Brugneto, 8 mei 1992) is een Italiaanse wielrenster.
In 2010 werd ze bij de junioren Europees kampioene op de weg in de Turkse hoofdstad Ankara. In 2014 reed ze voor Estado de México-Faren, in 2015 voor Inpa-Bianchi en vanaf 2016 voor Alé Cipollini en diens opvolgers Alé BTC Ljubljana en UAE Team ADQ. In 2024 tekende ze bij de Australische ploeg Liv AlUla Jayco.

## Palmares
2010
- Europees kampioene op de weg, junior

### Resultaten in voornaamste wedstrijden
| Jaar | Gent-Wevelgem | Ronde van Vlaanderen | Amstel Gold Race | Luik-Bast.‑Luik | Omloop Het Nieuwsblad | Brabantse Pijl | Ronde van Emilia |
| ---- | ------------- | -------------------- | ---------------- | --------------- | --------------------- | -------------- | ---------------- |
| 2012 |               | opgave               |                  |                 |                       |                |                  |
| 2014 |               |                      |                  |                 | opgave                |                | 27e              |
| 2015 |               | opgave               |                  |                 | opgave                |                |                  |
| 2016 |               | opgave               |                  |                 |                       |                | 97e              |
| 2017 | opgave        |                      |                  | opgave          | 94e                   |                | 35e              |
| 2018 |               |                      | 88e              |                 |                       | opgave         | 76e              |
| 2019 | 99e           |                      |                  |                 |                       | 11e            |                  |
| 2020 |               |                      |                  |                 | opgave                |                |                  |
| 2021 | opgave        |                      |                  |                 |                       |                | opgave           |
| 2022 | opgave        |                      | opgave           |                 | 76e                   | opgave         |                  |
| 2023 |               |                      |                  |                 |                       |                |                  |
| 2024 |               |                      |                  |                 |                       | opgave         |                  |
| 2025 |               |                      | opgave           |                 |                       | opgave         |                  |

## Ploegen

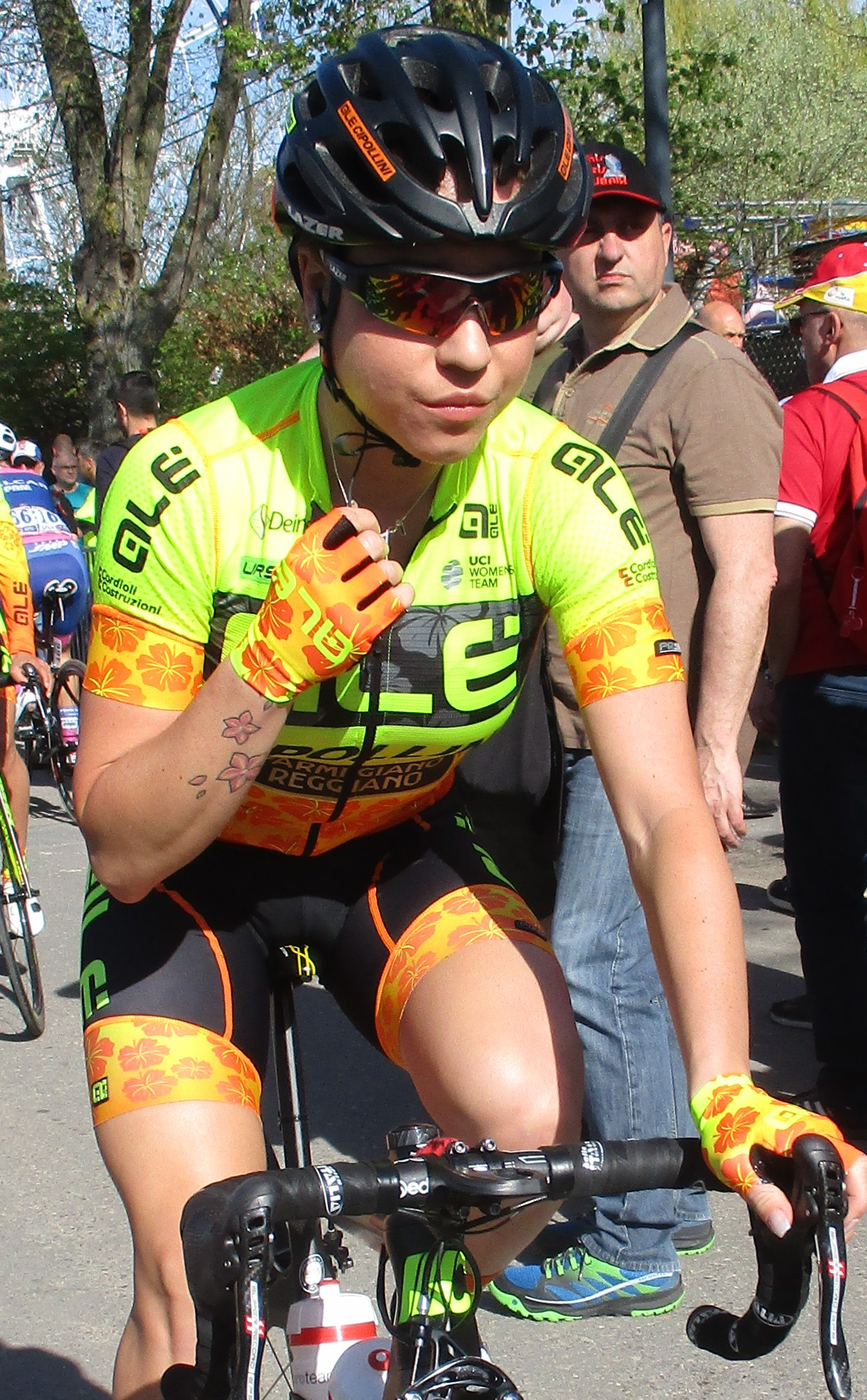
Trevisi in de Waalse Pijl 2018.

- 2012 —  Vaiano Fondriest
- 2013 —  Vaiano Fondriest
- 2014 —  Estado de México-Faren
- 2015 —  Inpa-Bianchi
- 2016 —  Alé Cipollini
- 2017 —  Alé Cipollini
- 2018 —  Alé Cipollini
- 2019 —  Alé Cipollini
- 2020 —  Alé BTC Ljubljana
- 2021 —  Alé BTC Ljubljana
- 2022 —  UAE Team ADQ
- 2023 —  UAE Team ADQ
- 2024 —  Liv AlUla Jayco
- 2025 —  Liv AlUla Jayco

Alzini · Bastianelli · Cauz · Cucinotta · Fahlin · Jasińska · Muccioli · Rossato · Santesteban · Skerritt · Tagliaferro · Trevisi
Alzini · Bastianelli · Ensing · Hosking · Kasper · Paladin · Santesteban · Stefani · Taylor · Trevisi · Tušlaitė · Vekemans
Bastianelli · Ensing · Frometa Leonard · Hagiwara · Hosking · Kasper · Knetemann · Paladin · Santesteban · Stefani · Swinkels · Trevisi · Tušlaitė · Vekemans
Bariani · Erić · Hosking · Kasper · Quagliotto · Paladin · Peñuela · Raimondi · Swinkels · Trevisi · Van 't Geloof · Yonamine
Bastianelli · Boogaard · Bravec · Bujak · Chursina · García · Guderzo · Maneephan · Pintar · Trevisi · Yonamine · Žigart
Bastianelli · Boogaard · Bujak · Chursina · García · Guderzo · Patuelli · Pintar · Reusser · Tomasi · Trevisi · Wright
al Sayegh · Bastianelli · Bertizzolo · Boogaard · Bujak · García · Ivanchenko · Magnaldi · Novolodskaja · Patuelli · Pintar · Tomasi · Trevisi · Wright · Zanetti
al Sayegh · Amialiusik · Baril · Bastianelli (tot 10/7) · Bertizzolo · Bujak · Consonni · Gasparrini · Harvey · Holden · Ivanchenko · Kumięga · Magnaldi · Persico · Tomasi · Trevisi
Andersson · Baker · Campbell · García · Gåskjenn · Howe · Korevaar · Manly · Pate · Paternoster · Roseman-Gannon · Smulders · Ton · Trevisi · Wyllie · Žigart
Andersson · Baker · García · van der Hulst · Korevaar · Pate · Paternoster · Roseman-Gannon · Smulders · Talbot · Ton · Trevisi · Trinca Colonel · Wyllie